# Duque de Zhou
O Duque de Zhou (chinês: 周公, Pīnyīn: Zhōu Gōng) foi um membro da dinastia Zhou que teve um importante papel em consolidar o reino criado pelo Rei Wu, que era seu irmão mais velho. É muito reconhecido na história da China por ter sido um regente capaz e leal de seu sobrinho mais jovem, o rei Cheng e ter controlado com êxito várias revoltas, aplacando à nobreza da Shang com a outorga de títulos e postos públicos. 